# 康拉德·纳格尔

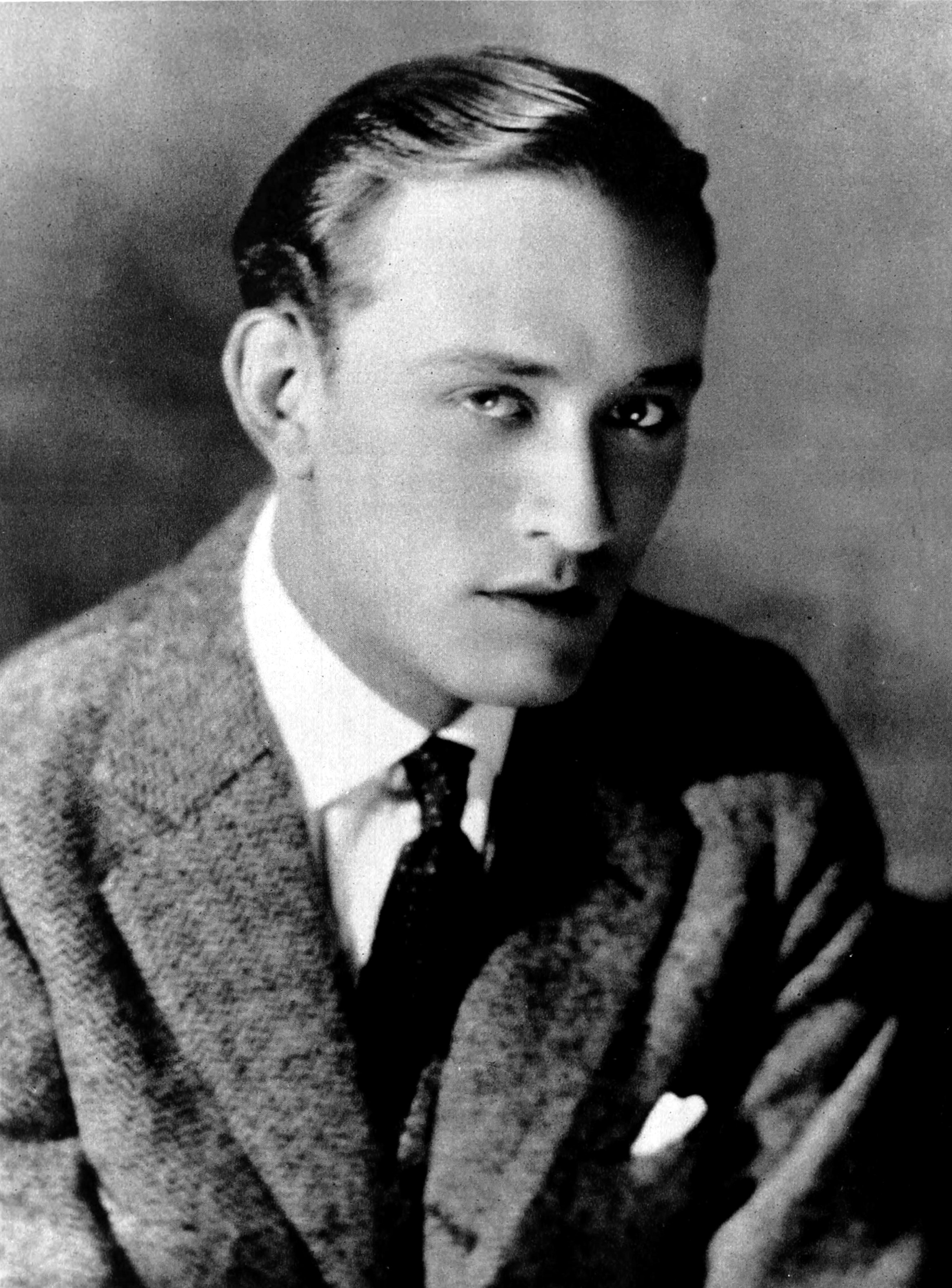
康拉德·纳格尔

康拉德·纳格尔 （1897年3月16日 - 1970年2月24日）是一位美国电影、舞台、电视和广播劇演员。 1927年5月11日，纳格尔与其他 35 位电影业内人士共同创立电影艺术与科学学院。他還于1932年至 1933年期間担任该组织的主席。 1940 年，他獲得奥斯卡荣誉奖，1960年，他在好莱坞星光大道上留下了三颗星。